# 阿坂村
阿坂村（あさかむら）は三重県一志郡にあった村。現在の松阪市の北東部、伊勢自動車道・嬉野パーキングエリアの南方から松阪インターチェンジの北方にかけての区域にあたる。

## 地理
- 山岳：鉢ヶ峰

## 歴史
- 1889年（明治22年）4月1日 - 町村制の施行により、一志郡小阿坂村・大阿坂村・美濃田村・小野村の区域をもって阿坂村が発足。
- 1954年（昭和29年）10月15日 - 松阪市に編入。同日阿坂村廃止。

## 地域
教育
- 阿坂小学校

史跡
- 阿坂城
- 阿射加神社

## 交通

### 道路
現在は旧村域を伊勢自動車道が通過するが、当時は未開通。